# Ржевский лесопарк
Рже́вский лесопа́рк (реже — Пороховско́й лесопарк) — лесной массив Охтинского учебно-опытного лесхоза Лесотехнического университета.

## История
Основана «Охтенская казённая лесная дача» была в начале XVIII века, а впервые отмежевана, уже под названием «дача Охтинских военных поселений», в ходе Ингерманландского межевания в 1848 году. По плану 1833 года на территории массива было проведено первое в России лесоустройство; площадь массива тогда равнялась 5747 га. В 1868 году часть массива (1938 га) была передана Министерству государственных имуществ.
22 марта 1902 года массив получил статус «учебного леса», перейдя к Санкт-Петербургскому лесному институту (ныне — Лесотехнический университет), а 20 октября 1922 года ему было присвоено наименование «учебно-опытное хозяйство».
Далее площадь массива понемногу сокращалась, и к 1970 году составила 1111 га. В 1978 году в состав Охтинского лесхоза была передана часть территории Всеволожского парклесхоза площадью 618,9 га, и площадь лесхоза составила 1729 га. При этом было организовано два учебных лесничества: в северной части лесхоза — Жерновское, площадью 924 га, в южной — Кудровское, площадью 805 га. До этого деления на лесничества лесхоз не имел.
В 2009 году, в связи со строительством КАД, 3,1 га лесопарка было переведено в земли промышленного назначения.
К 2035 году на основе Ржевского лесопарка, Ковалёвского леса и Кудровского леса планируется создать ООПТ площадью 2081 га.

## География
Ржевский лесопарк расположен на восточной окраине Санкт-Петербурга и в юго-западной части Всеволожского района Ленинградской области.
Граничит:
- на севере (по Поперечной улице, Лесопарковой улице и Рябовскому шоссе) — с Красногвардейским районом Санкт-Петербурга
- на западе (по Сосновскому проспекту, Набережной улице, Лесной улице, Водопроводной улице и улице Коммуны) — с историческим районом Санкт-Петербурга Ржевка-Пороховые[5]
- на юге c Колтушским шоссе, деревнями Заневка и Новосергиевка и СНТ «Колос»
- на востоке — с пгт Янино-1
- На северо-востоке — с аэропортом «Ржевка» и Ковалёвским лесом

По меридиану его пересекают кольцевая автодорога (участок длиной 5,5 км, то есть 4 % от её наземной части и 20 % от общей длины её частей, проходящих через лесные массивы), ЛЭП высокого напряжения, идущая от подстанции «Восточная» (часть Энергетического кольца Санкт-Петербурга) и одноколейная железнодорожная ветка, соединяющая станцию Ржевка, платформу Раздельный Пост (ликвидирована в 2003 г.) и станцию Заневский Пост (на которой до 2003 г. также действовала пассажирская платформа) в деревне Заневка. По линии «восток—запад» по нему протекают река Лапка (Жерновка) и Караулов ручей. Через южную часть лесопарка проходит железнодорожная ветка «Ладожский вокзал — Мга»
Ближайшие станции метро —  «Ладожская» (в 4 км к западу) и  «Проспект Большевиков» (в 4 км к юго-западу).
Ближайший город, кроме Санкт-Петербурга, — Всеволожск (в 2 км к северо-востоку от границы лесопарка).

## Общие сведения
- В XX веке через лесопарк Охтинским лесхозом было проложено более 20 км лесоустроительных просек и прорыто более 10 км осушительных канав. В 1980-е годы в лесопарке было организовано 90 кварталов, средняя площадь квартала составила 19,4 га[1].
- Площадь Ржевского лесопарка (17,26 км²) примерно равна суммарной площади Васильевского (10,9 км²) и Петроградского (6,35 км²) островов.
- Рядом с КАД на территории лесопарка находится памятник погибшим в авиакатастрофе 29 мая 1985 года[7]. В 2000-е годы памятная табличка обелиска и лопасти пропеллера из скульптурной композиции были украдены. Впоследствии табличка была восстановлена, а обелиск — отреставрирован.
- Ржевский лесопарк, являясь зоной рекреации для большого числа горожан (по отдельным оценкам, до 3 млн посещений в год[8]), подвержен сильному замусориванию. Мусор убирается волонтёрами. На письма волонтёров властям муниципалитета, администрации района и области с просьбой помочь привести лесопарк в порядок приходили ответы, что лесопарк находится не в ведении данных администраций[9][10][11][12].

## Галерея
- Здание Охтинского лесхоза
- Ограда Охтинского лесхоза. 2013 год
- Обелиск погибшим авиаторам. На заднем плане — КАД
- Аллея в Ржевском лесопарке недалеко от реки Лапки
- Дорога в сторону Ново-Ковалёво

## Охтинский лесхоз
- Директор Охтинского учебно-опытного лесхоза (на 2016 год) — Калайджян Рафик Леонович[13], ранее — Романов Владимир Егорович[14].
- Адрес лесхоза: Санкт-Петербург, Сосновский проспект, дом 2.
- Телефон лесхоза: (812) 526-65-49